# Tokawi
Tokawi is een bestuurslaag in het regentschap Pacitan van de provincie Oost-Java, Indonesië. Tokawi telt 5785 inwoners (volkstelling 2010).